# Robin Milner
Robin Milner FRS (13 tháng 1 năm 1934 – 20 tháng 3 năm 2010) là một nhà khoa học máy tính người Anh.

## Cuộc đời, học vấn và sự nghiệp
Milner sinh tại Plymouth, Anh quốc trong một gia đình quân sự. Ông nhận học bổng Eton College năm 1947, sau đó phục vụ trong vai trò kỹ sư Hoàng gia. Ông được tuyển dung vào trường King's College, Cambridge. Tốt nghiệp năm 1957, ông tham gia giảng dạy và là lập trinh viên tại Ferranti, trước khi vào đại học City University, London, sau đó là Swansea University, và đại học Stanford, và từ năm 1973 ông chuyển công tác tơi đại học Edinburgh, mà ở đó ông là đồng sáng lập của Phòng thí nghiệm cơ bản về Khoa học Máy tính(LFCS). Ông quay lại Cambridge với vai trò đầu đàn của phòng thí nghiệm máy tính đại học Cambridge vào năm 1995.

## Đóng góp
Ông phát triển LCF, một trong những công cụ tự động chứng minh định lý đầu tiên, ML, là ngôn ngữ đa hình, type inference và kiểu an toànbắt ngoại lệ đầu tiên. Ông cũng phát triển các nền tảng cho việc phân tích các concurrent systems, hệ thống calculus of communicating systems (CCS), và sau đó là pi-calculus.

## Các giải thưởng danh dự
Thành viên hội khoa học hoàng gia Royal Society năm 1988 và nhận Giải thưởng Turing của ACM năm 1991. Năm 1994 ông được bổ nhiệm là thành viên của ACM năm 2004, hiệp hội khoa học Hoàng gia Edinburgh trao giải cho Milner, huân chương hoàng gia cao quý."

### Các tác phẩm
- A calculus of communicating systems, Robin Milner. Springer (LNCS 92), 1980. ISBN 3-540-10235-3
- Communication and Concurrency, Robin Milner. Prentice Hall (International Series in Computer Science), 1989. ISBN 0-131-15007-3
- The Definition of Standard ML, Robin Milner, Mads Tofte, Robert Harper, MIT Press 1990
- The Definition of Standard ML (Revised), Robin Milner, Mads Tofte, Robert Harper, David MacQueen, MIT Press 1997. ISBN 0-262-63181-4
- Commentary on Standard ML, Robin Milner, Mads Tofte, MIT Press 1997. ISBN 0-262-63137-7
- Communicating and Mobile Systems: the Pi-Calculus, Robin Milner. Cambridge University Press, 1999. ISBN 0-521-65869-1